# Florian Riedmann
Florian Riedmann (* 7. Jänner 1998) ist ein österreichischer Fußballspieler.

## Karriere
Riedmann begann seine Karriere beim SC Austria Lustenau. Nachdem er bei den Lustenauern sämtliche Jugendabteilungen durchlaufen hatte, debütierte er im Mai 2015 für die Amateure von Lustenau in der Vorarlbergliga, als er am 21. Spieltag der Saison 2014/15 gegen den SC Röthis in der Startelf stand. In seiner ersten Saison für die Amateure folgten noch zwei weitere Einsätze.
In der Saison 2015/16 kam Riedmann ebenfalls auf drei Einsätze für Lustenau II. In der Saison 2016/17 kam er häufiger zum Einsatz; zu Saisonende hatte er 18 torlose Spiele zu Buche stehen.
Im April 2018 stand er gegen den FC Wacker Innsbruck erstmals im Kader der Profis. Sein Debüt für diese in der zweiten Liga gab er im Mai 2018, als er am 32. Spieltag der Saison 2017/18 gegen die Kapfenberger SV in der Nachspielzeit für Jodel Dossou eingewechselt wurde.